# 华岳
華岳（?—1221年），字子西，別號翠微，貴池（今屬安徽）人。
生年不詳。武學生出身，因讀書於貴池齊山翠微亭，自號翠微。明佘翹《華子西論》稱他“論事似晁錯，諳兵似孫武”。於詩文頗知名，曹廷棟《宋百家詩存》稱他為“詩人之傑”，其詩“脫口豪縱，多破膽險句，錘煉處又極冶衍遒麗”。開禧元年（1205年），上書請誅韓侂冑、蘇師旦、周筠等人以谢天下。下大理寺鞫治，编管建寧（今福建建瓯）。侂胄被殺，始放还。嘉定十年（1217年）复入学，登武科第一，擔任殿前司官属。後因籌劃除去史彌遠，事發下臨安（今杭州）獄。宋寧宗深知華岳之名，想寬宥其死罪。史彌遠反對，曰: “是欲杀臣者。”竟被杖死於東市。著有《南征錄》、《北征錄》。

## 延伸阅读
[在维基数据编辑]
 在维基文库阅读此作者作品
 《宋史/卷455》，出自脱脱《宋史》